# هئو سول-جی
هئو سول-جی (به انگلیسی: Heo Sol-ji) (زاده ۱۰ ژانویه ۱۹۸۹) خواننده اهل کره جنوبی است.